# Ruben Bemelmans
Ruben Bemelmans (Genk, 14 gennaio 1988) è un allenatore di tennis ed ex tennista belga.

## Carriera
Ha vinto un torneo di doppio nel circuito maggiore al Farmers Classic 2012 di Los Angeles e diversi altri sia in doppio che in singolare nei tornei minori. Vanta inoltre una semifinale in singolare nel circuito ATP all'European Open 2017 di Anversa. I suoi migliori ranking ATP sono stati l'84º posto in singolare nel settembre 2015 e il 128º in doppio nell'ottobre 2012. Nel 2008 ha esordito nella squadra belga di Coppa Davis, con cui ha raggiunto la finale nel 2015 e nel 2017.

## Statistiche

### Doppio

#### Vittorie (1)
| Legenda                   |
| Grande Slam (0)           |
| ATP World Tour Finals (0) |
| ATP Masters 1000 (0)      |
| ATP World Tour 500 (0)    |
| ATP World Tour 250 (1)    |

| N. | Data           | Torneo                       | Superficie | Compagno       | Avversari in finale       | Punteggio           |
| 1. | 29 luglio 2012 | Farmers Classic, Los Angeles | Cemento    | Xavier Malisse | Jamie Delgado Ken Skupski | 7–6(5), 4-6, [10-7] |

### Tornei minori

#### Singolare

##### Vittorie (20)
| Legenda        |
| Challenger (6) |
| Futures (14)   |

| N.  | Data              | Torneo                             | Superficie    | Avversario in finale   | Punteggio           |
| 1.  | 23 luglio 2007    | Germany F10, Espelkamp             | Terra rossa   | Franz Stauder          | 6-2, 7-5            |
| 2.  | 25 novembre 2007  | Israel F4, Ramat HaSharon          | Cemento       | Niels Desein           | 6-3, 6-3            |
| 3.  | 9 marzo 2008      | Switzerland F2, Bassendorf         | Sintetico (i) | Ladislav Chramosta     | 3-6, 6-3, 6-2       |
| 4.  | 1º giugno 2008    | Italy F15, Cesena                  | Terra rossa   | Carlos Avellan         | 6-4, 3-6, 6-0       |
| 5.  | 15 febbraio 2009  | France F3, Bressuire               | Cemento (i)   | Vincent Millot         | 6-4, 6-3            |
| 6.  | 1º marzo 2009     | [Wolfsburg Challenger, Wolfsburg   | Sintetico (i) | Stefano Galvani        | 7–6(5), 3-6, 6-3    |
| 7.  | 27 settembre 2009 | France F15, Plaisir                | Cemento (i)   | Pierrick Ysern         | 6(5)–7, 6-1, 7-5    |
| 8.  | 14 marzo 2010     | France F4, Lilla                   | Cemento (i)   | Niels Desein           | 6-4, 6-2            |
| 9.  | 21 marzo 2010     | France F5, Poitiers                | Cemento (i)   | Charles-Antoine Brézac | 6-4, 4-6, 6-4       |
| 10. | 4 luglio 2010     | Spain F23, Palma del Río           | Cemento       | Niels Desein           | 4-6, 6-4, 7–6(1)    |
| 11. | 27 febbraio 2011  | Wolfsburg Challenger, Wolfsburg    | Sintetico (i) | Dominik Meffert        | 6(8)–7, 6-4, 6-4    |
| 12. | 2 novembre 2014   | Challenger Eckental, Eckental      | Sintetico (i) | Tim Pütz               | 7–6(3), 6-3         |
| 13. | 1º febbraio 2015  | Germany F4, Nußloch                | Sintetico (i) | Maximilian Marterer    | 6-3, 6(2)–7, 7–6(5) |
| 14. | 5 aprile 2015     | Open Guadeloupe, Le Gosier         | Cemento       | Édouard Roger-Vasselin | 7–6(6), 6-3         |
| 15. | 17 luglio 2016    | Belgium F5, Middelkerke            | Cemento       | Yannick Mertens        | 6-3, 6(3)–7, 6-1    |
| 16. | 30 ottobre 2016   | USA F34, Burlingame                | Cemento (i)   | Sam Barry              | 6-1, 6-2            |
| 17. | 22 gennaio 2017   | Koblenz Open, Coblenza             | Cemento (i)   | Nils Langer            | 6-4, 3-6, 7–6(0)    |
| 18. | 26 gennaio 2020   | M25 Nußloch, Nußloch               | Sintetico (i) | Jonas Forejtek         | 6(4)–7, 7–6(3), 6-2 |
| 19. | 1º marzo 2020     | M25 Trento, Trento                 | Cemento (i)   | Alexander Erler        | 4-6, 6-2, 6-4       |
| 20. | 14 febbraio 2021  | Challenger de Cherbourg, Cherbourg | Cemento (i)   | Lukas Rosol            | 6-4, 6-4            |

##### Finali perse (17)
| Legenda         |
| Challenger (13) |
| Futures (4)     |

| N.  | Data              | Torneo                                                | Superficie    | Avversario in finale   | Punteggio           |
| 1.  | 1º aprile 2007    | Sweden F1, Malmö                                      | Cemento (i)   | Pablo Figueroa         | 6(8)–7, 5-7         |
| 2.  | 3 giugno 2007     | Romania F5, Brașov                                    | Terra rossa   | Artemon Apostu-Efremov | 2-6, 0-6            |
| 3.  | 15 luglio 2007    | Germany F9, Römerberg                                 | Terra rossa   | Dustin Brown           | 3-6, 6(4)–7         |
| 4.  | 27 gennaio 2008   | Germany F3, Mettmann                                  | Sintetico (i) | Jeroen Masson          | 2-6, 6-4, 2-6       |
| 5.  | 2 novembre 2008   | Aachen Challenger, Aquisgrana                         | Sintetico (i) | Evgenij Korolëv        | 6(5)–7, 6(3)–7      |
| 6.  | 7 novembre 2010   | Challenger Eckental, Eckental                         | Sintetico (i) | Igor Sijsling          | 6-3, 2-6, 3-6       |
| 7.  | 29 gennaio 2012   | Heilbronn Open, Heilbronn                             | Cemento (i)   | Björn Phau             | 7–6(4), 3-6, 4-6    |
| 8.  | 13 maggio 2012    | Athens Open Challenger, Atene                         | Cemento (i)   | Marinko Matosevic      | 3-6, 4-6            |
| 9.  | 30 settembre 2012 | Open d'Orleans, Orléans                               | Cemento       | David Goffin           | 4-6, 6-3, 3-6       |
| 10. | 16 giugno 2013    | Nottingham Challenge, Nottingham                      | Erba          | Steve Johnson          | 5-7, 5-7            |
| 11. | 3 novembre 2013   | Challenger Eckental, Eckental                         | Sintetico (i) | Benjamin Becker        | 6-2, 6(3)–7, 4-6    |
| 12. | 9 febbraio 2015   | GB Pro-Series Glasgow, Glasgow                        | Cemento       | Niels Desein           | 6(4)–7, 6-2, 6(4)–7 |
| 13. | 6 novembre 2016   | Charlottesville Men's Pro Challenger, Charlottesville | Cemento (i)   | Reilly Opelka          | 4-6, 6-2, 6(5)–7    |
| 14. | 20 novembre 2016  | Champaign-Urbana Challenger, Champaign                | Cemento (i)   | Henri Laaksonen        | 5-7, 3-6            |
| 15. | 19 marzo 2017     | Challenger de Drummondville, Drummondville            | Cemento (i)   | Denis Shapovalov       | 3-6, 2-6            |
| 16. | 23 luglio 2017    | The Hague Open, Scheveningen                          | Clay          | Guillermo García López | 1-6, 7–6(3), 2-6    |
| 17. | 4 novembre 2018   | Challenger Eckental, Eckental                         | Sintetico (i) | Antoine Hoang          | 5-7, 3-6            |